# 마가렛 필드
마가렛 필드(Margaret Field, 1922년 5월 10일 ~ 2011년 11월 6일)는 미국의 배우, 텔레비전 배우, 영화배우이다.

## 영화
- 페리 메이슨 (1957년)
- 소 디스 이즈 러브 (1953년)
- 미지의 혹성에서 온 사나이 (1951년)
- 라이딩 하이 (1950년)
- 마이 프렌드 어머 (1949년)
- 빅 클락 (1948년)
- 웰컴 스트레인저 (1947년)
- 블루 스카이스 (1946년)